# Enzo Rabelo
Enzo Rabelo de Miranda (São Paulo, 4 de fevereiro de 2008) é um cantor e compositor brasileiro. É filho do cantor Bruno, da dupla Bruno & Marrone. As duas primeiras músicas lançadas pelo artista alcançaram a marca de 300 milhões de visualizações no YouTube, no início de 2019, e ambas alcançaram cerca de 40 milhões de reproduções, no mesmo período, no Spotify, com 1,5 milhões de ouvintes.
A performance de Enzo despertou curiosidade em meados de 2018, pela maneira "madura" e "adulta" de interpretar suas canções. Em sua apresentação no programa Altas Horas, da Rede Globo, o cantor relatou que já nasceu com esse dom e queria ser cantor desde os dois anos. Enzo Rabelo tem ganhado notoriedade entre pessoas famosas, como o youtuber Whindersson Nunes, o jogador de futebol Roberto Firmino e o cantor de forró Wesley Safadão, todos declarados seus fãs.
Em novembro de 2019, ele alcançou aproximadamente 3 milhões de seguidores no YouTube e seus clipes alcançaram mais de 300 milhões de visualizações. Por sua pouca idade e por esses números alcançados, Enzo já é considerado um fenômeno na internet. Em uma entrevista concedida a um site, ele declarou que pretende cantar funk futuramente. No dia 10 de novembro do mesmo ano, ele fez seu primeiro show sem a companhia de seu pai. Apesar do dom, o artista revela que seu pai não o influenciou a cantar, devido à pouca idade dele e a preocupação com as dificuldades que a carreira de cantor oferecia, como longas viagens em curtos períodos de tempo, mas resolveu apoiá-lo depois que Enzo declarou que aquilo o fazia feliz.
Entre suas gravações, estão "Meio Caminho Andado" "Iti Malia", "Calma", e "Tijolinho Por Tijolinho", que teve as participações especiais de Leonardo, Zé Felipe e também do pai Bruno. Juntos, esses clipes alcançaram, no final do ano passado, 338 milhões de visualizações no YouTube, e em fevereiro de 2020, eles alcançaram mais de 600 milhões de visualizações. Ele também ostenta uma canção de sua própria autoria, intitulada "O Vento". Os fãs de Enzo chegam a pagar entre 80 e 240 reais para assistir aos seus shows.
Em fevereiro de 2020, Enzo Rabelo gravou seu primeiro DVD na cidade de Uberlândia, Minas Gerais, algo que aconteceu por acaso, pois a intenção da produção não era gravar um DVD, já que o evento era um ensaio para sua primeira turnê, mas os trabalhos deram tão certo que a equipe resolveu produzir o DVD. Pelos êxitos alcançados, as canções de Enzo já estão presentes em todas as plataformas digitais e ele já é reconhecido nacionalmente.